# Fabiola de la Cuba
Fabiola María de la Cuba Carrera (Lima, 19 de febrero de 1966) es una cantante de música peruana.

## Trayectoria
Nacida en Lima, se inició como integrante de Vecinos de Juan y en 1995 en la agrupación criolla Los hijos del Sol. En 1992 viajó a Brasil para experimentar por primera vez el género de bolero y la música local. En 1996, inició su carrera como solista con el lanzamiento de su primer disco relacionado con los valses. Tras obtener el reconocimiento en el festival Encuentro con el Perú en el Centro Cultural de la Universidad Católica, representó al Perú en el festival de la OTI de 1998.
Desde entonces es conocida como embajadora cultural al realizar giras musicales a nivel nacional e internacional a partir de otros intérpretes del género. En 2002 presentó Fabiola...de suspiro y barro que participó la Orquesta Sinfónica Nacional y Filarmónica de Lima.
En 2004 se realizó el espectáculo Memorias del alma en el marco en las festividades del Inti Raymi, que combina la identidad criolla e incaica en diferentes escenas. Este ingresó a las Olimpiadas Culturales de Grecia, como también en el Festival Internacional Cervantino. Al año siguiente se presentó en la Sala Palatului, recinto ubicado en Rumania. Además, fue jurado de Superstar, un programa de talentos conducido por Bárbara Cayo.
En 2005 se inauguró el espectáculo Paloma de fuego, que se realizó en el Museo Tumbas Reales de Sipán y contó con 300 artistas. Se basó en una experiencia personal con su madre, quien falleció durante el proceso. Resaltó aspectos del departamento de Lambayeque como la cultura moche, que además contó la mitad de su actores nacidos en el departamento. Duró dos años en gira, que se realizó también en Chile, más un reconocimiento del Instituto Nacional de Desarrollo y Acción Social Perú por labores culturales.
En 2007 se lanzó su recopilatorio Estirpe, a partir de las anteriores giras. Estirpe fue incluido en el proyecto cultural Fiesta Muchik: la danza de Cao a Sipán, que compartió culturas de los departamentos de La Libertad y Lambayeque, cuya presentación se extendió hasta 2009.
En 2012 se realizó la escena Vale un Perú para el festival lambayequino Fexticum. Ese año, participó el evento Hombres de Chan Chan, organizado por Movistar y que la acompañó Gerardo Chávez y Nicolás Yerovi.
En 2014 se estrena su gira más exitosa, Todo el Perú, que se recorrió también en la Amazonía Peruana. Obtuvo el título de ciudadana ilustre de Nuevo Chimbote. También fue condecorada con la Medalla de Oro en tres estrellas y diploma de honor, otorgado por el Consejo de la Orden Premio Unión Nacional del Perú, del Instituto Nacional de Desarrollo y Acción Social Perú.
En 2019 realizó su espectáculo Tuttay Quilla para el cronograma cultural de los juegos panamericanos de ese año. En 2021 se reestrenó para el Festival Internacional de Artes Vivas de Loja, en Ecuador, a lado del grupo de danza Qhapag Ñan.

## Otras participaciones
En 2005 colaboró con la municipalidad de Ferreñafe para el diseño de la Casa de la Luna, una residencia para madres solteras en condición de pobreza. El proyecto basado en la edificación de la cultura Sicán recibió el apoyo de la embajada de la República Federal de Alemania.

## Controversias
En 2009 recibió la financiación del congresista Luis Alva Castro a nombre de la entidad para los eventos escénicos, en que el Congreso le sancionó con retirar de su sueldo.

## Vida personal
Tiene una hija.

## Discografía
- Dos extraños (1995)[3][40]
- Otra vez el alma (2000)[4][6]
- Ven a mi encuentro (2018)

## Giras y espectáculos
- Fabiola...de suspiro y barro (2002)[7]
- Memorias del alma (2004-2005)[11]
- Paloma de fuego (2005-2007)[17]
- Estirpe (2007-2009)[25]
- Flor azul (2007)[41]
- Vale un Perú (2012)[27]
- Todo el Perú (2014)[30]
- Munay: la voluntad de amar (2016)[42]
- Tuttay Quilla (2019-2020)[33][43]
- Moliendas de sueños (2021)[44]
- El altar del sol (2023)[45][46]